# Suffer (альбом)
Suffer третій студійний альбом американського панк-рок гурту Bad Religion, виданий на лебйлі Epitaph Records 8 вересня 1988 року. Це був перший альбом, що був виданий і розповсюджений лебйлом. Після релізу EP Back to the Known (1985), Bad Religion взяли тимчасову перерву, потім об'єднались в оригінальному складі (без ударника Джея Зіскраута) та розпочали роботу над першим за п'ять років студійним альбомом.
Хоча альбом Suffer не потрапив в чарт Billboard 200, багато критиків вважають його одним з найбільш важливих панк-рок альбомів всіх часів. Багато гуртів панк-року третьої хвилі вважають, що Suffer здійснив значний вплив на їх музику, зокрема Fat Mike з NOFX, сказав: «цей альбом змінив усе.» NOFX згодом випускають свій мініальбом з такою ж назвою у 2001.
Пісні, «You Are (The Government)», «1000 More Fools», «How Much Is Enough?», «Land of Competition», «Best For You», «Suffer», «What Can You Do?», та «Do What You Want», є найулюбленішими для фанатів, і декілька з них обов'язково виконуються під час концертів. Лише одна пісня з Suffer ніколи не виконувалась наживо, «Part IV (The Index Fossil)».

## Схвалення
| Публікація | Країна    | Нагорода                                          | Рік  | Позиція |
| ---------- | --------- | ------------------------------------------------- | ---- | ------- |
| Soundi     | Фінляндія | The 50 Best Albums of All Time + Top 10 by Decade | 1995 | 35      |
| Rock Hard  | Німеччина | Top 300 Albums                                    | 2001 | 222     |

## Список композицій
| Строна А | Строна А                   | Строна А         | Строна А   |
| #        | Назва                      | Автор            | Тривалість |
| -------- | -------------------------- | ---------------- | ---------- |
| 1.       | «You Are (The Government)» | Граффін          | 1:21       |
| 2.       | «1000 More Fools»          | Гуревич          | 1:34       |
| 3.       | «How Much Is Enough?»      | Гуревич          | 1:22       |
| 4.       | «When?»                    | Граффін          | 1:38       |
| 5.       | «Give You Nothing»         | Граффін, Гуревич | 2:00       |
| 6.       | «Land of Competition»      | Граффін          | 2:04       |
| 7.       | «Forbidden Beat»           | Граффін, Гуревич | 1:56       |
| 8.       | «Best for You»             | Граффін          | 1:53       |

| Строна В | Строна В                     | Строна В         | Строна В   |
| #        | Назва                        | Автор            | Тривалість |
| -------- | ---------------------------- | ---------------- | ---------- |
| 9.       | «Suffer»                     | Граффін, Гуревич | 1:47       |
| 10.      | «Delirium of Disorder»       | Гуревич          | 1:38       |
| 11.      | «Part II (The Numbers Game)» | Гуревич          | 1:39       |
| 12.      | «What Can You Do?»           | Граффін          | 2:44       |
| 13.      | «Do What You Want»           | Гуревич          | 1:05       |
| 14.      | «Part IV (The Index Fossil)» | Граффін          | 2:02       |
| 15.      | «Pessimistic Lines»          | Граффін          | 1:07       |

## Учасники запису
- Грег Граффін – вокал
- Бретт Гуревич – гітара
- Грег Гетсон – гітара
- Джей Бентлі – бас-гітара
- Піт Файнстоун – ударні
- Donita Sparks - додаткова гітара у «Best for You»
- Suzi Gardner - додаткова гітара у «Best for You»
- Jennifer Finch - фоновий вокал у «Part II (The Numbers Game)»
- Donnell Cameron – інженіринг
- Legendary Starbolt – інженіринг
- Jerry Mahoney – artwork